# Isabel Silvestre
Isabel Gomes Silvestre ComIH (São Pedro do Sul, Manhouce, c. 4 de Março de 1941), é uma cantora portuguesa.

## Biografia
Professora do Ensino Primário, Isabel Silvestre co- fundou em 1978 o Grupo Cantares e Trajes de Manhouce, com o qual gravou alguns discos. 
Convidada por Rão Kyao, acompanhou este músico em concertos na Alemanha, Estados Unidos da América e Canadá. Mas seria em 1992, através da sua participação na música dos GNR, Pronúncia do Norte, que se daria a conhecer ao grande público.
Ao lado de nomes como Sérgio Godinho, Mão Morta, Madredeus, Delfins participou no disco de homenagem a António Variações.
O seu primeiro álbum a solo foi produzido por João Gil e composto de várias canções populares, cujas raízes remontam aos locais onde cresceu. As suas músicas são pautadas da mesma simplicidade, naturalidade e força expressiva, sugerida pela cantora. O guitarrista Mário Delgado, que co-produziu este disco, teve na realização do disco uma influência notável.
O trabalho de Isabel Silvestre parte da ideia de registar o canto de Manhouce e das terras da sua infância. Na faixa Senhora da Saúde, do álbum Eu, contou com a participação de Rão Kyao dando voz a uma nova aposta no retrato para as gerações futuras da herança tradicional da região viseense.
Participou em Pangea, o hino da Expo 98 composto por Nuno Rebelo.
Com Pedro Barroso e Vitorino, colaborou na campanha da Fenprof para colocar novamente a funcionar o sistema educativo timorense. No disco Uma Escola Para Timor, de 2000, são interpretadas canções do professor e músico Rui Moura.
Participou ainda no CD Bom Jesus - Alegria dos Homens, produzido na Ilha da Madeira, com música popular religiosa.
Em 2006 lançou o álbum Cantar Além.
Com a Banda Futrica participou numa versão de Menino do Bairro Negro, incluída no disco Com Zeca No Coração, de 2007.
Em Novembro de 2010 é editado o livro "Memória de um Povo" pela Temas & Debates.  O livro é acompanhado de um cd com o cantar dos reis de 1982.
Em 2015 é lançado pela Tradisom o álbum "Cânticos da Terra e da Vida". O disco inclui arranjos originais de canções tradicionais portuguesas e de "Asa de vento", com poema de Amália Rodrigues, "Chapéu de preto", de Arlindo Carvalho, e "Além, além", composto pelo seu irmão, José Gomes Silvestre.  Os músicos que a acompanham são José Barros, Miguel Tapadas, Catarina Anacleto, Helena Mendes, João Balão, José Manuel David, Vasco Sousa, Carlos SantaClara, Armindo Neves, Eduardo Monteiro, Chuchu Repas, Sandra Camilo, Andreia João e ainda Rão Kyao que foi convidado especial.

## Reconhecimento
A 9 de Junho de 2005 foi feita Comendadora da Ordem do Infante D. Henrique. 

## Discografia
- 1961 - Rancho Regional de Manhouce (rádio Triunfo (Porto) (Alvorada) MPE 60417

- 1961 - Rancho Regional de Manhouce (rádio Triunfo (Porto) (Alvorada) MPE 60418

- 1996 - A portuguesa, editora EMI
- 2000 - Eu, editado pela  EMI
- 2006 - Cantar Além (Emiliano Toste/Compact Records)
- 2015 - Cânticos da Terra e da Vida (Tradisom)

Compilações"Grandes Êxitos", "Eu/A Portuguesa" (2CD) - Colecção Originals, "Essencial"

## Colaborações
- GNR (1992) - Pronúncia do Norte
- As Canções de António (1993) - Estou Além
- Nuno Rebelo (1998) - Pangaea Hino Expo 98
- José Barros & Navegante (1999) - Silvaninha
- Uma Escola Para Timor (2000) -
- Bom Jesus - Alegria dos Homens
- Tanto Porto (2006) - Hino Do FC Porto (A Capella)
- Banda Futrica (2007) - Menino do Bairro Negro
- Fátima: Tradição E Fé (2010) - Súplica A Nossa Senhora Da Paz (Miraculosa Rainha Dos Céus)